# Республика Команча
Республика Команча (Восточно-Лемковская республика, Команчанская республика) — объединение 30 лемковских сёл, объявивших в селе Команча о создании республики в восточной Лемковщине 5 ноября 1918 года. В декабре 1918 года на совете в Вислове принято решение о присоединении к ЗУНР. Окончательно ликвидирована польскими войсками 23 января 1919 года.

## История
После распада Австро-Венгрии, на Западной Украине началось освободительное движение. В Санке стояли польские войска и поэтому Раду Санокского повета основали в Вислоке. Именно здесь появился центр национально-освободительной борьбы в Восточной Лемковщине. 3 ноября 1918 года отец Пантелеймон Шпилька, настоятель села Вислок Великий получил прокламацию о создании ЗУНР и созвал сельское вече в местной школе. На собрание прибыло 70 делегатов из окрестных сёл. По итогам вече была основана Повятова Украинская Национальная Рада и провозглашено создание Восточно-Лемковской республики, известной как Республика Команча, поскольку именно в этом селе находился главный оборонный штаб.
Было выбрано 11 человек в управу, которую возглавили отец Пантелеймон Шпилька и комендант милиции села Команча Андрей Кир.
Исполнительный орган республики назывался Комиссариат повята Санокского в Вислоке Великом. Руководитель комиссариата должен был создавать в сёлах общественные советы, которые бы присягнули на верность украинскому государству. В состав исполнительного органа входили:
- Теодор Шпилька;
- Григорий Судомир;
- Иван Куцыла (судья);
- Андрей Кир (комендант милиции, бывший австрийский подстаршина)

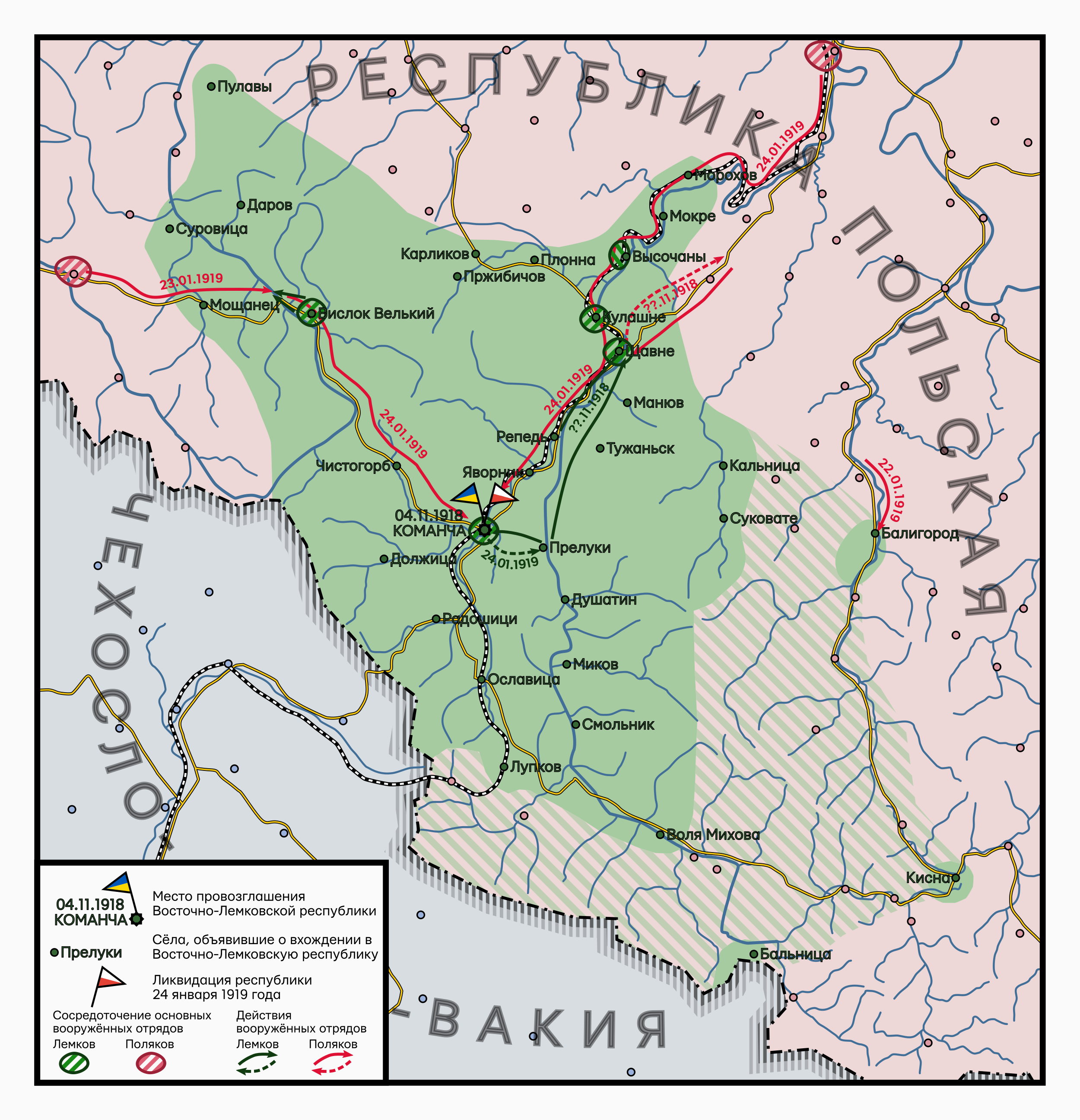
Восточно-Лемковская республика и боевые действия на её территории

Республика охватывала около 30 лемковских сёл с населением примерно 18 тысяч человек. Представители Республики считали себя частью ЗУНР, а своё самоуправление — временным. Из-за этого польские войска начали наступление на сёла республики. Первое нападение было на село Щавне, 23 января 1919 польская армия напала на Великий Вислок, за выдачу отца Шпильки установили награду 5 тыс. австрийских крон. Утром 24 января 1919 года поляки захватили село Команча и Республика Команча перестала существовать после трёх месяцев самоуправления.

## Состав республики
Республику Команча составляли деревни Балигород, Кисна, Чистогорб, Пржибичов, Даров, Карликов, Полонна, Яворник, Команча, Куляшне, Кальница, Репедь, Тужаньск, Душатин, Прелуки, Манюв, Морохов, Мощанец, Бальница, Смольник, Воля Михова, Лупков, Ославица, Радошици, Должица, Миков, Суровица, Суковате, Щавне, Высочаны, Мокре, Пулавы и Вислок Вельки.